# Cooper Lake
Cascade Lake Même génération :

Ice Lake-SP (10 nm, pour systèmes 1S et 2S)

Génération suivante :
Sapphire Rapids (en)
Cooper Lake est le nom de code d’Intel pour la troisième génération de ses processeurs Xeon Scalable, développés pour succéder à Cascade Lake-SP. Les processeurs Cooper Lake sont destinés aux segments 4S et 8S du marché des serveurs ; Ice Lake-SP dessert les segments 1S et 2S,,.

## Fonctionnalités
Cooper Lake a été lancé le 18 juin 2020 et comporte jusqu’à 28 cœurs. Mis à part quelques modifications microarchitecturales, la microarchitecture de Cooper Lake est pratiquement identique à celle de Skylake. Cooper Lake prend en charge une mémoire plus rapide (DDR4-3200 par rapport DDR4-2933), la mémoire Optane de deuxième génération et le double de liaisons UPI par rapport à Cascade Lake. Cooper Lake est le premier processeur x86 à prendre en charge le nouveau jeu d’instructions bfloat16 dans le cadre de Deep Learning Boost (en) (DPL) d’Intel.

## Améliorations
- Nouveau jeu d'instructions bfloat16
- Prise en charge d’un maximum de 12 modules DIMM de mémoire DDR4 par socket de processeur
- Xeon Platinum prend en charge jusqu’à huit sockets ; Xeon Gold prend en charge jusqu’à quatre sockets ; Les Xeon Silver et Bronze prennent en charge jusqu’à deux sockets
- Mémoire :
  - -H : jusqu’à 1,12 To de DDR4 par socket
  - -HL : prise en charge d’un grand niveau de mémoire DDR (jusqu’à 4,5 To)[6]